# Saint-Roman-de-Codières
Saint-Roman-de-Codières ist eine französische Gemeinde im Département Gard der Region Okzitanien, die Einwohnerzahl beträgt 166 (Stand 1. Januar 2022).

## Geographie
Saint-Roman-de-Codières liegt am Südrand der Cevennen zwischen den Tälern der Flüsse Hérault und Gardon.

## Bevölkerungsentwicklung

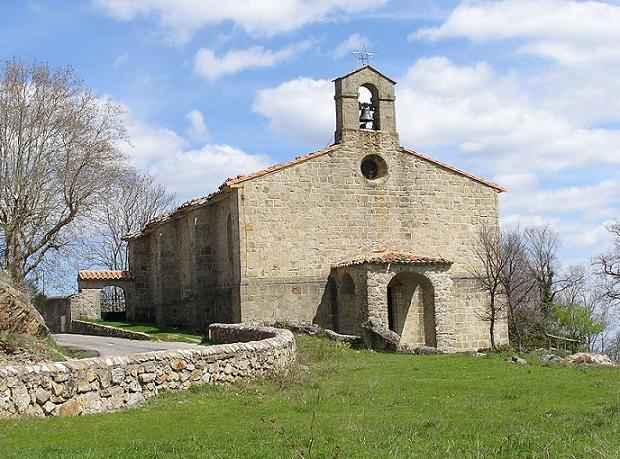
Kirche Saint-Roman

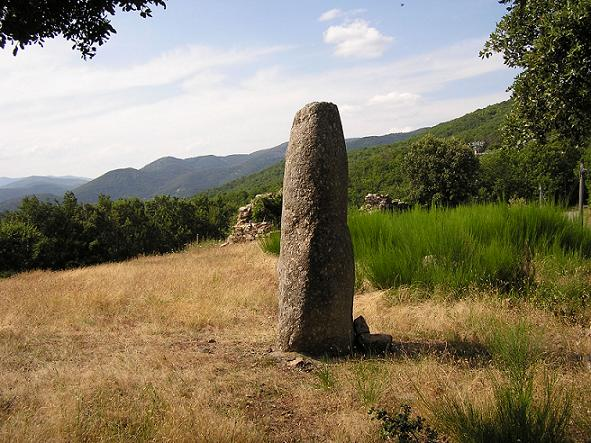
Saint-Roman Menhir

| Jahr                       | 1962 | 1968 | 1975 | 1982 | 1990 | 1999 | 2006 | 2019 |
| Einwohner                  | 206  | 136  | 138  | 147  | 134  | 180  | 171  | 151  |
| Quellen: Cassini und INSEE |      |      |      |      |      |      |      |      |